# Dirección General de Información Nacional
La Dirección General de Información Nacional, oficialmente Departamento de Información Nacional, es el órgano directivo de la Secretaría de Estado de Comunicación encargada del área de comunicación nacional del Gobierno de la Nación.
Sus funciones abarcan la elaboración y difusión de las referencias y notas informativas del Consejo de Ministros y del presidente del Gobierno; la difusión adicional de informaciones y datos recibidos con este fin de otros Departamentos ministeriales y la transmisión de informaciones a los medios de comunicación sobre las actividades del Gobierno en el ámbito nacional.

## Historia
Los orígenes de la dirección general se remontan a la Dirección General de Comunicación del Área Nacional creada en 2002 bajo la presidencia de José María Aznar. Esta dirección general fue suprimida con el cambio de gobierno en 2004 y pasó a denominarse Dirección General de Información Nacional, adquiriendo un carácter más nacional al perder algunas de las funciones de coordinación informativa que pasaron a otra dirección general.
Con la reforma gubernamental de finales de 2011, la secretaría de Estado pasó a tener una única dirección general llamada Dirección General de Comunicación que asumía las competencias de esta dirección general y de las otras dos que existían anteriormente. En 2017, se creó la Dirección General de Logística Informativa que asumió parte de las funciones de la dirección general de Comunicación.
En 2018, el nuevo gobierno amplia la estructura de comunicación del Gobierno recuperando esta dirección general y la Dirección General de Información Internacional, que se reparten las funciones de la Dirección general de logística. En 2020 fue renombrada como Departamento de Información Nacional.

## Dependencias
De la Dirección General de Información Nacional posee un único órgano, la Unidad de Información Nacional.

## Titulares
En los poco más de nueve años de vida que ha tenido esta dirección general, solo ha tenido tres titulares:
- Alfonso Nasarre de Goicoechea (26 de julio de 2002-19 de abril de 2004)
- Julián Lacalle López (19 de junio de 2004-31 de diciembre de 2011)[6]
- Alberto Pozas Fernández (22 de junio de 2018-5 de abril de 2019)[7]
- José María Caballero (5 de abril de 2019-5 de febrero de 2020). Interino.
- Miguel Ángel Marfull Robledo (5 de febrero de 2020-presente)[8]